# Bremser (Anhänger)

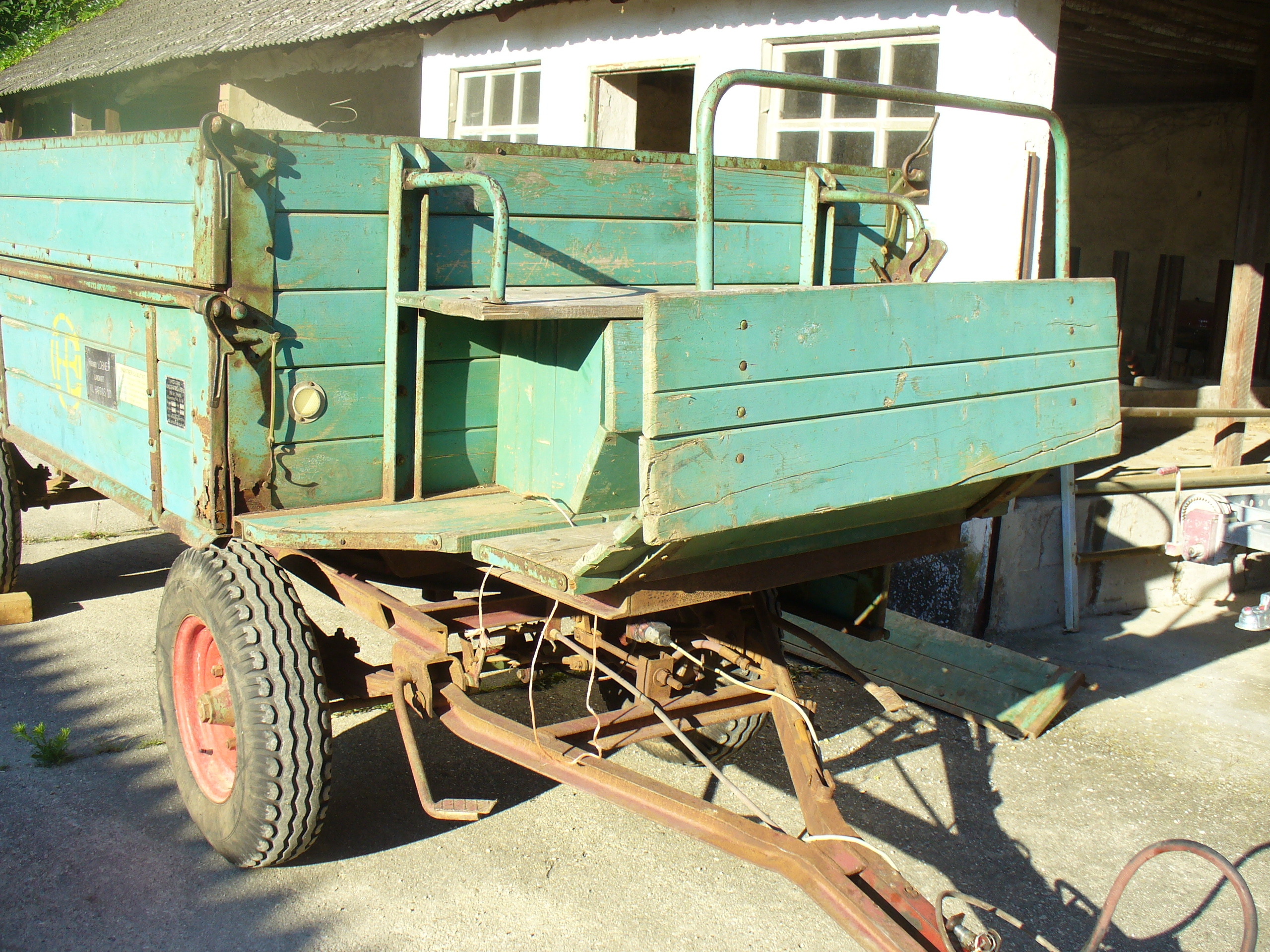
Brantner-Anhänger für die Landwirtschaft mit Bremserstand (1950er Jahre)

Mit Bremser bezeichnet man eine Person, die unabhängig vom Fahrer die Bremse eines Anhängers hinter Kraftfahrzeugen bedienen konnte.
Die ersten Anhänger hinter Lastkraftwagen waren ohne Bremse ausgestattet. 1908, mit dem Beginn der Lkw-Subventionierung, kam auch die Vorschrift, dass hinter Lkw ein Anhänger mit 2 t Nutzlast angehängt werden sollte. Der schwere Anhänger war meist mit einer Klotzbremse ausgestattet. Die Bedienung der Bremse übernahm ein Bremser, der bis 1913 zwingend vorgeschrieben war und auf dem Anhänger Platz fand. Nach dem Ersten Weltkrieg wurden Lastzüge wieder mit mehreren Anhängern in Betrieb genommen; der Bremser erhielt dadurch seine Berechtigung. Damit der Bremser vor der Witterung geschützt war, saß er in einem „Bremserhäuschen“.
Mit der Neuregelung der Verordnung über Kraftfahrzeugverkehr vom 5. Dezember 1925 verschwanden – bis auf genehmigungspflichtige Ausnahmen – die überlangen Züge, da maximal ein Anhänger erlaubt war. Dennoch erwähnte die Verordnung weiterhin einen Bremser, der auf dem Anhängewagen mitfahren musste, sofern die Bremse des Anhängers nicht vom Fahrer betätigt werden konnte. In der Praxis gab es davon keine Ausnahme, da die Knorr-Bremse 1923 eingeführt wurde. Auch mit Einführung der StVZO von 1937 wurde der Bremser belassen, § 41 (6) begrenzte jedoch den Bremser für Anhänger bis 20 km/h Höchstgeschwindigkeit:

„Können die Bremsen dieser Anhänger weder vom Führer des ziehenden Fahrzeugs bedient werden noch selbsttätig wirken, so sind sie von Bremsern zu bedienen, die freie Aussicht auf die Fahrbahn haben müssen.“

Diese Vorschrift galt bis zum 1. Januar 1961 für neu zugelassene Anhänger bis 20 km/h Höchstgeschwindigkeit.